# Urbe
Urbe (en dialecte genovès: : L'Orba, localment: R'Urba o L'Urba) és un comune (municipi) a la província de  Savona, a la regió italiana de la Ligúria, situat uns 30 km al nord-oest de Gènova i uns 25 km al nord-est de Savona. A 31 de desembre de 2011 tenia 769 habitants sobre una superfície de 31,5 km².

## Geografia
El municipi d'Urbe conté les frazione (pobles o llogarets) de: Acquabianca, Martina, San Pietro, Vara Inferiore i Vara Superiore.
Urbe limita amb els següents municipis: Gènova, Ponzone, Sassello i Tiglieto.